# Кирешеев, Нурлан Исабекович
Нурлан Исабекович Кирешеев (род. 3 августа 1971) — полковник Вооружённых сил Кыргызстана, командующий Сухопутных войск Кыргызстана в 2018—2019 годах.

## Биография
Воинскую службу в Вооружённых силах Киргизии несёт с 1993 года, до 1999 года служил на различных должностях в в/ч 73809. В 2007—2008 годах — начальник Объединенного учебного центра Вооруженных Сил Киргизской Республики (школы сержантов).
Командир 8-й гвардейской стрелковой дивизией имени Панфилова в 2015—2016 годах.
2 мая 2018 года был назначен командующим Сухопутными войсками Кыргызстана. 19 января 2019 года уступил должность командующего Алмазбеку Карасартову, став первым заместителем начальника Генерального штаба Вооружённых сил Киргизии.
29 марта 2021 года назначен первым заместителем Министра обороны Киргизии.